# Văn học Síp
Văn học Síp (tiếng Hy Lạp: Λογοτεχνία της Κύπρος) là tên gọi ngành văn học của nước Cộng hòa Síp.

## Lịch sử hình thành và phát triển
Các tác phẩm văn học thời cổ gồm Cypria, một loại thơ sử thi có lẽ được sáng tác ở cuối thế kỷ thứ bảy trước Công Nguyên và gắn với tên tuổi Stasinus. Cypria là một trong những mẫu vật đầu tiên của thi ca Hy Lạp và châu Âu. Zeno of Citium Síp là người sáng lập triết học Stoic. Thơ sử thi, đáng chú ý nhất là "acritic songs", phát triển mạnh thời Trung cổ.
Hai cuốn biên niên sử, một do Leontios Machairas viết và một đo Voustronios viết, có đề cập tới giai đoạn dưới sự thống trị của Pháp (thế kỷ 15). Các bài thơ tình được sáng tác thời trung cổ Síp Hy Lạp có từ thế kỷ 16. Một số trong số chúng thực tế là những bài thơ dịch do Petrarch, Bembo, Ariosto và G. Sannazzaro sáng tác. Các nhân vật văn học hiện đại Síp gồm nhà thơ và tác gia Kostas Montis, nhà thơ Kyriakos Charalambides, nhà thơ Michalis Pasardis, nhà văn Nicos Nicolaides, Stylianos Atteshlis, Altheides và cả Demetris Th. Gotsis. Dimitris Lipertis và Vasilis Michaelides là các nhà thơ dân gian chủ yết sáng tác thơ bằng phương ngữ Síp Hy Lạp. Lawrence Durrell đã sống ở Síp trong một thời gian, và viết cuốn sách Bitter Lemons về thời gian sống ở đó, năm 1957 cuốn sách này giành Giải Duff Cooper thứ hai. Đa phần vở kịch Othello của William Shakespeare có bối cảnh trên hòn đảo Síp. Síp cũng có các nhân vật trong văn học tôn giáo, đáng chú ý nhất trong Acts of the Apostles, theo đó các Thánh tông đồ Barnabas và Paul đã truyền giáo trên hòn đảo này.